# Arbeitsgemeinschaft Kino – Gilde deutscher Filmkunsttheater
Die Arbeitsgemeinschaft Kino – Gilde deutscher Filmkunsttheater e. V. (AG Kino – Gilde) ist ein Netzwerk unabhängiger gewerblicher Kinos in Deutschland.
Der Verband vertritt tendenziell eher die im Arthouse-Segment orientierten kommerziellen Kinos. Daneben besteht als Vertretung der größeren Mainstream-Kinos der HDF Kino (Hauptverband Deutscher Filmtheater). Die kommunalen bzw. nichtkommerziellen Kinos sind zumeist im Bundesverband kommunale Filmarbeit organisiert.

## Geschichte
Sie entstand 2003 aus dem Zusammenschluss der seit 1953 bestehenden „Gilde deutscher Filmkunsttheater e. V.“ und des seit 1972 bestehenden Verbandes „Arbeitsgemeinschaft Kino“. Nach Angaben der verbandseigenen Website sind darin (Stand April 2021) über 370 unabhängige Filmkunst- und Programmkinos organisiert.
Die AG Kino – Gilde ist eine Interessenvertretung der Filmkunsttheater gegenüber Konzernen, Behörden, Verbänden und auf politischer Ebene. Die Arbeitsgemeinschaft betreibt außerdem ein Internet-Informationsportal mit den Schwerpunkten Filmkritiken, Filmankündigungen, Nachrichten, Hintergrundartikel und Festivalberichten.
1977 wurde der Gilde-Filmpreis ins Leben gerufen. Seit 2004 wird er vom fusionierten Verband an die besten Arthouse-Filme des Kinojahres vergeben, wobei jeweils die beste deutsche und ausländische Produktion sowie der beste Dokumentar- und Kinderfilm ausgezeichnet werden.
Außerdem verleiht der Verein seit 1996 den Preis der Gilde Deutscher Filmkunsttheater an einen Film aus dem offiziellen Wettbewerb der Internationalen Filmfestspiele Berlin. Die Jury setzt sich aus drei Kinobetreibern zusammen, die Mitglied des Vereins sind.
2001 wurde die Filmkunstmesse Leipzig von der AG als Plattform für den Austausch zwischen Kinobetreibern und Verleihern ins Leben gerufen. Die AG betreibt das seit 2006 öffentliche Publikums-Magazin programmkino.de.
Die AG Kino – Gilde ist Gründungsmitglied des internationalen Verbands der Filmkunsttheater Confédération Internationale des Cinémas d’Art et d’Essai (CICAE).

## Vorstand
- Christian Bräuer (Vorsitzender, Yorck Kinogruppe, Berlin)
- Christopher Bausch (Casino & Harmonie, Aschaffenburg, Cinema & Eldorado, Frankfurt am Main)
- Anne Kellner (Lichtspieltheater Wundervoll, Rostock)
- Christian Pfeil (Arena & Monopol Kino, München)
- Petra Rockenfeller (Lichtburg Filmpalast, Oberhausen)

## Projekte
- Filmkunstmesse Leipzig
- Gilde-Filmpreise
- Preis der Gilde Deutscher Filmkunsttheater, verliehen auf der Berlinale
- Arthouse-Charts
- Screenings zur Berlinale
- Britfilms, Englisches Schulfilmfestival
- Cinéfête, Französisches Schulfilmfestival
- KidsFilm, Kinder ins Kino; ein Förderprojekt des Bundesministeriums für Bildung und Forschung
- Publikums-Magazin programmkino.de